# Антидетект-браузер
Антидетект-браузер (або мультиаккаунтинг браузер) — це спеціально змінений браузер, який дозволяє підміняти або маскувати цифровий відбиток браузера через зміну ідентифікаторів, IP-адреси й іншої інформації, що використовується для визначення такого цифрового відбитка.

## Принцип роботи
Зазвичай антидетект-браузери створюють на основі веббраузерів із відкритим вихідним кодом (як-от Chromium). Крім роботи в режимі звичайного веббраузера, антидетект-браузери пропонують функції, які дозволяють змінювати цифрові відбитки пристрою й тим самим запобігають ідентифікації користувача.
Зазвичай ідеться про заміну найважливіших параметрів, необхідних для створення фінгерпринт. Ця технологія постійно розвивається, тому в браузерах застосовують різні підходи до підміни параметрів користувача.
Параметри, що підміняються або приховуються:
- IP-адрес — зазвичай антидетект-браузер жорстко пов'язаний із сервісом, що надає платні послуги доступу до проксі.
- Canvas — елемент HTML5, призначений для створення двовимірного растрового зображення за допомогою скриптів JavaScript.
- WebGL — кросплатформний API для 3D-графіки в браузері, розроблений некомерційною організацією Khronos Group. WebGL використовує мову програмування шейдерів GLSL. WebGL виконується як елемент HTML5 і тому є повноцінною частиною об'єктної моделі документа браузера.
- User Agent — ідентифікаційний рядок браузера, що містить версію операційної системи й браузера.
- Client Hints ─ набір HTTP-заголовків, що містять параметри системи (ширина й висота екрана, розрядність (бітність) ОС та інші).
- Geoposition — дозволяє переглянути розташування користувача у вебзастосунку, якщо користувачем попередньо був наданий дозвіл на поширення таких даних.
- Інформація про CPU і GPU. Можна отримати як безпосередньо (через властивість WebGL GL_RENDERER), так і через бенчмарки й тести, реалізовані за допомогою JavaScript.
- Роздільна здатність екрана й розмір вікна браузера, включаючи параметри другого екрана в разі мультиекранної системи.
- Перелік встановлених шрифтів, отриманих за допомогою getComputedStyle API.
- Інформація про встановлені розширення. Розширення (як-отблокувальники реклами) змінюють вебсторінки, що дозволяє ідентифікувати розширення і його параметри.[3].

Якість роботи антидетект-браузерів залежить не тільки від факту підміни цих параметрів, але й від методик, які використовуються при цьому. Отже, різні браузери, що виконують однакові функції, можуть залишати цифрові відбитки різними способами з точки зору скриптів і рекламних мереж.

## Перелік антидетект-браузерів
- AdsPower
- Dolphin Anty
- GoLogin
- Multilogin
- Octo Browser
- Undetectable
- Vision

## Підтримка антидетект-браузера
Перші спроби заміни відбитка відбувалися в браузерних розширеннях для Mozilla Firefox або здійснювалися за допомогою JavaScript. Сьогодні для забезпечення роботи антидетект-браузера найчастіше використовується ядро веббраузера.
| Антидетект-браузер | Dolphin Anty          | Octo Browser          | Indigo Browser        | Undetectable   | GoLogin               | Vision                | GoLogin  | Incogniton        | Multilogin            |
| Ядро браузера      | Chromium              | Chromium              | Chromium, Firefox     | Chromium       | Chromium              | Chromium              | Chromium | Chromium, Firefox | Chromium              |
| Операційна система | Windows, macOS, Linux | Windows, macOS, Linux | Windows, macOS, Linux | Windows, macOS | Windows, macOS, Linux | Windows, macOS, Linux | Windows  | Windows, macOS    | Windows, macOS, Linux |

## Сфера застосування

### Партнерський маркетинг
У партнерському маркетингу антидетект-браузери використовують як інструмент для створення й управління рекламними акаунтами у Facebook\Instagram, TikTok й Google Ads. З їхньою допомогою користувач реєструє велику кількість рекламних кабінетів і спрямовує закуплений трафік на лендинги партнерських програм. У такий спосіб рекламні кампанії масштабуються шляхом збільшення кількості рекламодавців.

### Електронна комерція
Антидетект-браузери використовуються на маркетплейсах Wildberries, Amazon, eBay, Shopify ля створення безлічі облікових записів для одного продавця або створення безлічі облікових записів покупців. Облікові записи продавців потрібні для створення магазинів і збільшення кількості позицій товарів, а облікові записи користувачів — для написання відгуків на товари, що дозволяє підвисити конверсію й довіру цільової аудиторії.

### Інтернет-маркетинг
Антидетект-браузери використовуються медіакомпаніями й рекламодателями під час налаштування диджитал-реклами для тестування рекламних гіпотез.. Для цього створюють облікові записи, що симулюють реальних користувачів, налаштованих під певні таргетовані групи.

### SMM-агентства
Антидетект-браузери використовують для керування обліковими записами в соціальних мережах. Маркетингове агентство може керувати соціальними мережами кількох клієнтів одночасно, не піддаючи облікові записи перевіркам, блокуванням і підтвердженням особи за номером телефону. Роботу з акаунтами можна навіть передавати співробітникам компанії всередині браузера, використовуючи так звані сесії профілів.

### Захист даних
Рекламні мережі й сервіси статистики не можуть відстежувати дії користувача.

### Криптовалюта
Допомагає обійти блокування й використовувати кілька облікових записів у рамках одного сервісу

### Арбітраж трафіку
Антидетект браузер дозволяє безпечно переливати трафік з одного канал в інший. Таким чином, особа, відповідальна за керівництво трафіком, захищає свій особистий ip від заборони та відстеження.

## Анонімність
Техніка «зняття» відбитків браузера є більш небезпечною для збереження конфіденційності користувачів в Інтернеті, оскільки об'єднує можливості ідентифікації браузера за цифровим відбитком і cookies. Отже, методи, ефективні проти збору Cookies, можуть не працювати проти зняття цифрового відбитка. Наприклад, режим інкогніто блокує виконання деяких небажаних сценаріїв, проте ніяк не змінює відбитки браузера й навіть навпаки робить його більш впізнаваним. Різні плагіни малоефективні, оскільки мало чим відрізняються від спеціальних режимів і тільки підвищують унікальність браузера.
Антидетект-браузери не перешкоджають отриманню цифрового відбитка сайтами. Анонімність користувача забезпечується шляхом надання згенерованого відбитка. У разі авторизації на вебсайті, власник сайту отримує ідентифікатор, який не можна використовувати для встановлення реальних налаштувань, софту й пристроїв користувача. При цьому такий цифровий відбиток не викликає підозри й подальших обмежень у наданні сервісу користувачеві.

## Забезпечення конфіденційності
Антидетект-браузер дозволяє створювати різні профілі з унікальним набором даних цифрового відбитка й Cookies. Системи ідентифікації сприймають такі профілі, як окремих користувачів, що зайшли на вебсайт. У такий спосіб не вдається пов'язати між собою дії користувача на різних сервісах, що є одним із заходів захисту від спроб встановити цифровий слід при використанні Cookies..